# کان کایرینن
کان کایرینن (فنلاندی: Kaan Kairinen؛ زادهٔ ۲۲ دسامبر ۱۹۹۸) بازیکن فوتبال اهل فنلاند است.
از باشگاه‌هایی که در آن بازی کرده‌است می‌توان به باشگاه فوتبال اینتر تورکو و باشگاه فوتبال میتیولن اشاره کرد.
وی همچنین در تیم‌های ملی فوتبال زیر ۲۱ سال فنلاند، و فنلاند بازی کرده‌است.